# شماره‌های موضوع نما
شماره‌های موضوع نما (Subject indicator number(SIN) این شماره‌ها به وسیلهٔ بخش کتابشناختی کتابخانه بریتانیا برای مدارکی که قابل خواندن با ماشین هستند تهیه شده‌است.

## مشخصات
تمام موضوع‌هایی که برای هر کتاب در نظر گرفته می‌شود ثبت و در یک «بسته موضوعی» که معمولاً شامل اطلاعات زیر است ضبط می‌گردد.
1. پرسیPRECIS
2. شماره رده‌بندی دیوئی
3. شماره رده‌بندی کنگره
4. سرعنوان موضوعی کتابخانه کنگره
5. شمارهٔ ارجاع نما(RIN)

به هر بسته موضوعی که بدین ترتیب ساخته شده یک شماره که مبین موضوع است داده می‌شود. این شماره جای واقعی داده رادر فایل ماشین برای استفاده در عملیات آینده مشخص می‌کند. شماره‌ها می‌تواند دوباره برای مدارک آتی مورد استفاده قرار گیرد. به شرایطی که موضوع آن با موضوع بسته‌ای که قبلاً آماده‌سازی شده‌است برابر باشد. از سال ۱۹۸۳ نام آن به Subject Authority Fiche تبدیل شد.